# Олег Меншиков
Олег Евгениевич Меншиков (на руски: Оле́г Евге́ньевич Ме́ньшиков) е съветски и руски филмов и театрален актьор, както и театрален режисьор.

## Биография
Роден е на 8 ноември 1960 г. в Серпухов. Произхожда от семейство на служещи – баща му е военен инженер, а майка му – лекар-невролог. Завършва музикално училище (1977), след което учи във Висшето театрално училище „Щепкин“ в Москва.
Играе последователно в различни театри. Основава своя театрална компания, наречена „Театрално другарство 814“, през 1995 г.
От 1990-те години има много кинороли, в т.ч. играе Калигула и Остап Бендер, както и във филмите „Изпепелени от слънцето“, „Кавказки пленник“, „Сибирският бръснар“ и „Доктор Живаго“.
Народен артист на Русия (2003). 3 пъти носител на Руската държавна награда (1995, 1997, 1999).
Свири на пиано и цигулка.